# Pure Water (Mustard e Migos)
Pure Water è un singolo del produttore discografico statunitense Mustard e del gruppo musicale statunitense Migos, pubblicato il 16 gennaio 2019.

## Accoglienza
Stereogum ha definito il ritmo della canzone «il frizzante e stravagante minimalismo della West Coast che ha reso Mustard il produttore del momento mezzo decennio fa» e ha affermato che il loop melodico ricorda «il Lil Jon dell'era crunk».

## Video musicale
Il video musicale, diretto da Colin Tilley, è stato reso disponibile attraverso YouTube il 7 marzo 2019.

## Tracce
Testi e musiche di Pharomazan, Shah Khan, Dijon McFarlane, Kirshnik Ball, Kiari Cephus & Quavious Marshall.
1. Pure Water – 3:14

## Formazione
Musicisti
- Offset – voce
- Quavo – voce
- Takeoff – voce

Produzione
- Mustard – produzione, missaggio, ingegneria del suono
- Gylttryp – co-produzione
- David Pizzimenti – missaggio, registrazione
- Dave Kutch – mastering

## Successo commerciale
Pure Water ha raggiunto la top 40 della Billboard Hot 100 e la top 20 della Billboard Canadian Hot 100. È stato classificato 20° sulla classifica delle migliori canzoni del 2019 di Billboard e Complex l'ha posizionata il 33ª tra le migliori canzoni dell'anno.

## Classifiche

### Classifiche settimanali
| Classifica (2019) | Posizione massima |
| ----------------- | ----------------- |
| Australia         | 45                |
| Canada            | 20                |
| Irlanda           | 56                |
| Lettonia          | 25                |
| Regno Unito       | 62                |
| Slovacchia        | 92                |
| Stati Uniti       | 23                |

### Classifiche di fine anno
| Classifica (2019) | Posizione |
| ----------------- | --------- |
| Canada            | 51        |
| Stati Uniti       | 55        |